# Liga Nacional de Baloncesto 2012
La temporada 2012 de la Liga Nacional de Baloncesto fue la séptima temporada de la historia de la competición dominicana de baloncesto. La temporada regular contó con 80 partidos en general (20 por equipo), esta comenzó el 13 de julio de 2012 y finalizó el 5 de septiembre de 2012. Los playoffs iniciaron el 7 de septiembre de 2012 y terminaron el 5 de octubre de 2012, cuando los Cañeros del Este se coronaron campeones de la liga sobre los Indios de San Francisco de Macorís.

## Temporada regular
La temporada regular comenzó el viernes 13 de julio de 2012 con un partido inaugural en cada circuito. En el circuito norte, los Reales de La Vega recibieron a los Metros de Santiago, y en el circuito sureste, los Leones de Santo Domingo recibieron a los Titanes del Licey. La temporada regular, finalizó el miércoles 5 de septiembre de 2012.

### Clasificaciones
| Circuito Norte | Circuito Norte                     | Circuito Norte | Circuito Norte | Circuito Norte | Circuito Norte | Circuito Norte | Circuito Norte | Circuito Norte | Circuito Norte |
| Pos.           | Equipo                             | PJ             | G              | P              | %              | PD             | Casa           | Fuera          | Pts            |
| -------------- | ---------------------------------- | -------------- | -------------- | -------------- | -------------- | -------------- | -------------- | -------------- | -------------- |
| 1              | Indios de San Francisco de Macorís | 20             | 14             | 6              | .700           | -              | 7-3            | 7-3            | 34             |
| 2              | Metros de Santiago                 | 20             | 12             | 8              | .600           | 2              | 9-1            | 3-7            | 32             |
| 3              | Huracanes del Atlántico            | 20             | 12             | 8              | .600           | 2              | 7-3            | 5-5            | 32             |
| 4              | Reales de La Vega                  | 20             | 5              | 15             | .200           | 9              | 3-7            | 2-8            | 25             |

| Circuito Sureste | Circuito Sureste                | Circuito Sureste | Circuito Sureste | Circuito Sureste | Circuito Sureste | Circuito Sureste | Circuito Sureste | Circuito Sureste | Circuito Sureste |
| Pos.             | Equipo                          | PJ               | G                | P                | %                | PD               | Casa             | Fuera            | Pts              |
| ---------------- | ------------------------------- | ---------------- | ---------------- | ---------------- | ---------------- | ---------------- | ---------------- | ---------------- | ---------------- |
| 1                | Cañeros del Este                | 20               | 11               | 9                | .550             | -                | 5-5              | 6-4              | 31               |
| 2                | Titanes del Licey               | 20               | 11               | 9                | .550             | -                | 7-3              | 4-6              | 31               |
| 3                | Leones de Santo Domingo         | 20               | 8                | 12               | .400             | 3                | 5-5              | 3-7              | 28               |
| 4                | Cocolos de San Pedro de Macorís | 20               | 7                | 13               | .350             | 4                | 5-5              | 2-8              | 27               |

|  | Clasificados a los Playoffs |

Fuente: LNB.com.do

### Estadísticas individuales

#### Puntos
| Pos. | Jugador       | Equipo                             | Partidos | Puntos | Promedio |
| ---- | ------------- | ---------------------------------- | -------- | ------ | -------- |
| 1    | Ollie Bailey  | Cocolos de San Pedro de Macorís    | 19       | 464    | 24.4     |
| 2    | Juan Coronado | Reales de La Vega                  | 12       | 253    | 21.1     |
| 3    | Elías Ayuso   | Huracanes del Atlántico            | 12       | 246    | 20.5     |
| 4    | Kelvin Peña   | Huracanes del Atlántico            | 16       | 326    | 20.4     |
| 5    | Robert Glenn  | Indios de San Francisco de Macorís | 20       | 364    | 18.2     |

#### Rebotes
| Pos. | Jugador               | Equipo                          | Partidos | Rebotes | Promedio |
| ---- | --------------------- | ------------------------------- | -------- | ------- | -------- |
| 1    | Jack Michael Martínez | Cocolos de San Pedro de Macorís | 17       | 199     | 11.7     |
| 2    | Latavious Williams    | Metros de Santiago              | 13       | 150     | 11.5     |
| 3    | Kentrell Gransberry   | Leones de Santo Domingo         | 15       | 159     | 10.6     |
| 4    | Edward Santana        | Cañeros del Este                | 18       | 182     | 10.1     |
| 5    | Shaun Pruitt          | Titanes del Licey               | 14       | 123     | 8.8      |

#### Asistencias
| Pos. | Jugador           | Equipo                             | Partidos | Asistencias | Promedio |
| ---- | ----------------- | ---------------------------------- | -------- | ----------- | -------- |
| 1    | Kelvin Peña       | Huracanes del Atlántico            | 16       | 88          | 5.5      |
| 2    | Richard Ortega    | Indios de San Francisco de Macorís | 20       | 89          | 4.5      |
| 3    | Carlos Morbán     | Huracanes del Atlántico            | 20       | 87          | 4.4      |
| 4    | Filiberto Rivera  | Titanes del Distrito Nacional      | 13       | 55          | 4.2      |
| 5    | Heissler Guillent | Leones de Santo Domingo            | 14       | 58          | 4.1      |

#### Robos
| Pos. | Jugador        | Equipo                  | Partidos | Robos | Promedio |
| ---- | -------------- | ----------------------- | -------- | ----- | -------- |
| 1    | Darious Adams  | Reales de La Vega       | 8        | 30    | 3.8      |
| 2    | Manuel Fortuna | Leones de Santo Domingo | 18       | 43    | 2.4      |
| 3    | Juan Coronado  | Reales de La Vega       | 12       | 27    | 2.3      |
| 4    | Courtney Fells | Metros de Santiago      | 12       | 27    | 2.3      |
| 5    | Adris de León  | Metros de Santiago      | 16       | 31    | 1.9      |

#### Tapones
| Pos. | Jugador            | Equipo                  | Partidos | Tapones | Promedio |
| ---- | ------------------ | ----------------------- | -------- | ------- | -------- |
| 1    | Kleon Penn         | Huracanes del Atlántico | 16       | 53      | 3.3      |
| 2    | Marcus Cousin      | Cañeros del Este        | 8        | 12      | 1.5      |
| 3    | Will Daniels       | Cañeros del Este        | 8        | 11      | 1.4      |
| 4    | Edward Santana     | Cañeros del Este        | 18       | 24      | 1.3      |
| 5    | Latavious Williams | Metros de Santiago      | 13       | 14      | 1.1      |

#### Porcentaje de tiros de campo
| Pos. | Jugador             | Equipo                             | Partidos | TCA | TCI | Porcentaje |
| ---- | ------------------- | ---------------------------------- | -------- | --- | --- | ---------- |
| 1    | Robert Glenn        | Indios de San Francisco de Macorís | 20       | 157 | 230 | 68.26%     |
| 2    | Latavious Williams  | Metros de Santiago                 | 13       | 89  | 141 | 63.12%     |
| 3    | Kentrell Gransberry | Leones de Santo Domingo            | 15       | 87  | 142 | 61.27%     |
| 4    | Ollie Bailey        | Cocolos de San Pedro de Macorís    | 19       | 164 | 288 | 56.94%     |
| 5    | Andrew Feeley       | Reales de La Vega                  | 15       | 79  | 148 | 53.38%     |

#### Porcentaje de triples
| Pos. | Jugador       | Equipo                        | Partidos | 3PA | 3PI | Porcentaje |
| ---- | ------------- | ----------------------------- | -------- | --- | --- | ---------- |
| 1    | José Olivero  | Cañeros del Este              | 20       | 39  | 86  | 45.35%     |
| 2    | Luis Martínez | Cañeros del Este              | 19       | 39  | 87  | 44.83%     |
| 3    | Gerardo Suero | Titanes del Distrito Nacional | 17       | 22  | 55  | 40.00%     |
| 4    | Adris de León | Metros de Santiago            | 16       | 22  | 57  | 38.60%     |
| 5    | Andy Williams | Reales de La Vega             | 17       | 29  | 76  | 38.16%     |

#### Porcentaje de tiros libres
| Pos. | Jugador         | Equipo                          | Partidos | TLA | TLI | Porcentaje |
| ---- | --------------- | ------------------------------- | -------- | --- | --- | ---------- |
| 1    | Elias Ayuso     | Huracanes del Atlántico         | 12       | 46  | 50  | 92.00%     |
| 2    | Luis Flores     | Titanes del Licey               | 10       | 52  | 59  | 88.14%     |
| 3    | Kelvin Peña     | Huracanes del Atlántico         | 16       | 71  | 86  | 82.56%     |
| 4    | Ricardo Soliver | Cocolos de San Pedro de Macorís | 18       | 36  | 44  | 81.82%     |
| 5    | Juan Coronado   | Reales de La Vega               | 12       | 47  | 58  | 81.03%     |

### Premios
- Jugador Más Valioso:[3][4]

-  Robert Glenn, Indios de San Francisco de Macorís

Jugador Defensivo del Año:
-  Manuel Fortuna, Leones de Santo Domingo

- Mejor Sexto Hombre del Año:[3][4]

-  Luis Martínez, Cañeros del Este

- Novato del Año:[3][4]

-  Gerardo Suero, Titanes del Licey

- Dirigente del Año:[3][4]

-  David Díaz, Indios de San Francisco de Macorís

- Equipo Todos Estrellas:[3][4]

-  Kelvin Peña, Huracanes del Atlántico
-  Gerardo Suero, Titanes del Licey
-  Robert Glenn, Indios de San Francisco de Macorís
-  Ollie Bailey, Cocolos de San Pedro de Macorís
-  Jack Michael Martínez, Cocolos de San Pedro de Macorís

## Playoffs
|  | Semifinales | Semifinales                        | Semifinales |                  |    | Serie Final                        | Serie Final | Serie Final |  |
|  | Mejor de 7  | Mejor de 7                         | Mejor de 7  |                  |    | Mejor de 7                         | Mejor de 7  | Mejor de 7  |  |
|  |             |                                    |             |                  |    |                                    |             |             |  |
|  |             |                                    |             |                  |    |                                    |             |             |  |
|  | N1          | Indios de San Francisco de Macorís | 4           |                  |    |                                    |             |             |  |
|  | N1          | Indios de San Francisco de Macorís | 4           |                  |    |                                    |             |             |  |
|  | S2          | Titanes del Licey                  | 0           |                  |    |                                    |             |             |  |
|  | S2          | Titanes del Licey                  | 0           |                  | N1 | Indios de San Francisco de Macorís | 2           |             |  |
|  |             |                                    |             |                  | N1 | Indios de San Francisco de Macorís | 2           |             |  |
|  |             |                                    | S1          | Cañeros del Este | 4  |                                    |             |             |  |
|  | S1          | Cañeros del Este                   | S1          | Cañeros del Este | 4  | 4                                  |             |             |  |
|  | S1          | Cañeros del Este                   |             |                  |    | 4                                  |             |             |  |
|  | N2          | Metros de Santiago                 | 3           |                  |    |                                    |             |             |  |
|  | N2          | Metros de Santiago                 | 3           |                  |    |                                    |             |             |  |
|  |             |                                    |             |                  |    |                                    |             |             |  |

- N = Circuito Norte
- S = Circuito Sureste

### Campeón
|                                     |
|                                     |
| Campeón Cañeros del Este 2.º título |

| Jugador Más Valioso de la Serie Final |
| ------------------------------------- |
| Mario West, Cañeros del Este          |